# PZL.53 Jastrząb II
PZL.53 Jastrząb II (PZL-53) – projekt polskiego samolotu myśliwskiego konstrukcji inżyniera Wsiewołoda Jakimiuka, opracowywany w Państwowych Zakładach Lotniczych w roku 1939.

## Historia
Opracowywany latem 1939 roku PZL.53 nazwany „Jastrzębiem II”, stanowił ewolucyjne rozwinięcie myśliwca PZL.50 Jastrząb. Projekt przewidywał wykorzystanie mocniejszych silników (m.in. nowego polskiego silnika gwiazdowego PZL Waran) oraz przeprojektowanie skrzydła i usterzenia. Dokonane zmiany miały poprawić nie najlepsze osiągi PZL.50, przede wszystkim prędkość maksymalną oraz zwrotność myśliwca. Samolot ten nigdy nie wyszedł poza stadium projektu i tym samym nigdy nie trafił do produkcji oraz służby w lotnictwie.

## Konstrukcja
Całkowicie metalowy (duralowy) dolnopłat. Podwozie samolotu klasyczne dwukołowe chowane z kółkiem ogonowym. Kabina pilota jednomiejscowa, zamknięta. Uzbrojenie to 4 karabiny maszynowe kaliber 7,9 mm oraz 2 działka kal. 20 mm model D i 300 kg ładunek bombowy. Napęd to jeden silnik gwiazdowy 14 cylindrowy w układzie podwójnej gwiazdy, w wersji PZL.53A Bristol Hercules III o mocy 1365-1425 KM lub Bristol Taurus II (lub III) o mocy 1145 KM, zaś w wersji PZL.53B Gnome-Rhône 14N-21 o mocy 1100 KM. Śmigło trójłopatowe, metalowe.

## Wersje
- PZL.53A – samolot myśliwski.
- PZL.53B – samolot myśliwski, wersja z silnikiem Gnome-Rhône.

## Dane techniczne
(Dotyczą PZL.53A)
- Masa własna:1900 kg[4]
- Masa całkowita:2500 kg[4]
- Wymiary:
  - Rozpiętość:9,7 m[4]
  - Długość:7,9 m[4]
  - Powierzchnia nośna:16 m²[4]
- Napęd: 1× 1425 KM[4]
- Uzbrojenie:
  - Strzeleckie: 6 karabinów maszynowych lub 4 karabiny maszynowe i 2 działka.[4]
  - Bombowe: kg